# Gran Premi de San Marino de 1995
Resultats del Gran Premi de San Marino de la temporada 1995 disputat a l'Autodromo Enzo e Dino Ferrari el 30 d'abril del 1995.

## Classificació
| Posició | Número | Pilot                  | Equip                  | Voltes | Temps/ Retirada | Posició de sortida | Punts |
| ------- | ------ | ---------------------- | ---------------------- | ------ | --------------- | ------------------ | ----- |
| 1       | 5      | Damon Hill             | Williams - Renault     | 63     | 1h 41' 43,4"    | 4                  | 10    |
| 2       | 27     | Jean Alesi             | Ferrari                | 63     | + 18,51 "       | 5                  | 6     |
| 3       | 28     | Gerhard Berger         | Ferrari                | 63     | + 43,116 "      | 2                  | 4     |
| 4       | 6      | David Coulthard        | Williams - Renault     | 63     | + 51.89 s       | 3                  | 3     |
| 5       | 8      | Mika Häkkinen          | McLaren - Mercedes     | 62     | + 1 Volta       | 6                  | 2     |
| 6       | 30     | Heinz-Harald Frentzen  | Sauber - Ford          | 62     | + 1 Volta       | 14                 | 1     |
| 7       | 2      | Johnny Herbert         | Benetton - Renault     | 61     | + 2 Voltes      | 8                  |       |
| 8       | 15     | Eddie Irvine           | Jordan - Peugeot       | 61     | + 2 Voltes      | 7                  |       |
| 9       | 26     | Olivier Panis          | Ligier - Mugen - Honda | 61     | + 2 Voltes      | 12                 |       |
| 10      | 7      | Nigel Mansell          | McLaren - Mercedes     | 61     | + 2 Voltes      | 9                  |       |
| 11      | 25     | Aguri Suzuki           | Ligier - Mugen - Honda | 60     | + 3 Voltes      | 16                 |       |
| 12      | 23     | Pierluigi Martini      | Minardi - Ford         | 59     | + 4 Voltes      | 18                 |       |
| 13      | 9      | Gianni Morbidelli      | Footwork - Hart        | 59     | + 4 voltes      | 11                 |       |
| 14      | 24     | Luca Badoer            | Minardi - Ford         | 59     | + 4 voltes      | 20                 |       |
| 15      | 21     | Pedro Diniz            | Forti F1 - Ford        | 56     | + 7 voltes      | 26                 |       |
| 16      | 22     | Roberto Moreno         | Forti F1 - Ford        | 56     | + 7 voltes      | 25                 |       |
| Ret     | 29     | Karl Wendlinger        | Sauber - Ford          | 43     | Rodes           | 21                 |       |
| Ret     | 16     | Bertrand Gachot        | Pacific - Ilmor        | 36     | Caixa canvi     | 22                 |       |
| Ret     | 11     | Domenico Schiattarella | Simtek - Ford          | 35     | Suspensions     | 23                 |       |
| Ret     | 14     | Rubens Barrichello     | Jordan - Peugeot       | 31     | Transmissió     | 10                 |       |
| Ret     | 3      | Ukyo Katayama          | Tyrrell - Yamaha       | 23     | Virolla         | 15                 |       |
| Ret     | 4      | Mika Salo              | Tyrrell - Yamaha       | 19     | Motor           | 13                 |       |
| Ret     | 17     | Andrea Montermini      | Pacífic - Ilmor        | 15     | Caixa canvi     | 24                 |       |
| Ret     | 12     | Jos Verstappen         | Simtek - Ford          | 14     | Caixa canvi     | 17                 |       |
| Ret     | 10     | Taki Inoue             | Footwork - Hart        | 12     | Virolla         | 19                 |       |
| Ret     | 1      | Michael Schumacher     | Benetton - Renault     | 10     | Virolla         | 1                  |       |

## Altres
- Pole: Michael Schumacher 	1' 27. 274
- Volta ràpida: Gerhard Berger 1' 29. 568 (a la volta 57)